# Víctor Alomar
Víctor Alomar Cifré (Palma de Mallorca, 1910 - 1983) fue un periodista y político de Baleares, España, hijo de Gabriel Alomar i Villalonga. Empezó a estudiar medicina en la Universidad de Barcelona y militó en la Federación Socialista Balear. Al estallar la Guerra Civil se estableció en Barcelona con su padre, donde dirigió, de abril a julio de 1937, el suplemento de El Obrero Balear, junto con Ignacio Ferretjans Sanjuan. Luego acompañó a su padre a Egipto, donde fue su secretario particular hasta que él mismo fue nombrado cónsul de la República Española en Alejandría. A finales de los años 1950 volvió a Mallorca, donde trabajó de periodista. A pesar de su militancia histórica en el Partido Socialista Obrero Español, en 1979 lo abandonó y se presentó en las listas del Partido Socialista de Mallorca (PSM) en las elecciones generales de 1979.